# 정재원 (미술가)
정재원(1986년 12월 5일 ~ )는 뉴욕과 서울을 기반으로 작업하고 있는 대한민국 서울 출생의 회화, 설치미술, 사진, 영화 등 다양한 매체를 통해 인간 존재와 시공간의 관계를 탐구하는 대한민국의 현대 미술가이다. 그의 작품은 철학적 깊이와 감각적 탐구가 결합된 독창적인 시각 언어를 지니고 있으며, 그가 다루는 소재는 인간과 자연, 시간성과 존재에 대한 근본적 질문을 담고 있다. 그의 작업은 회화, 조각, 설치, 사진, 영상 등 다양한 매체를 넘나든다. 정재원은 자연 재료와 도시적 질감, 시간성과 존재성에 대한 철학적 사유를 결합하여, 현대성과 인간 경험의 교차점을 탐구한다. 그는 전통적 매체의 물성과 현대적 감성의 경계를 해체하고, 사라지는 순간과 기억의 층위를 시각적 언어로 재구성하며, 시간과 공간의 흐름 속에서 개인성과 보편성의 교차를 성찰하고, 존재와 기억의 지층을 새로운 시각적 맥락으로 풀어낸다.

## 생애
정재원은 서울 연세대학교 법과대학 법학과를 졸업 후, 미국에서 설립된 가장 오래된 예술 학교이며 미국을 대표하는 3대 예술 학교 중 하나인 미국 시카고 예술대학교 (School of the Art Institute of Chicago, SAIC) 순수 미술 학사 (BFA), 뉴욕을 대표하는 아트 스쿨 중 하나인 미국 뉴욕의 스쿨 오브 비주얼 아트 (School of Visual Arts, SVA) 에서 순수 미술 석사 (MFA) 학위를 받았다. 정재원은 뉴욕과 서울을 기반으로 회화, 조각, 설치미술, 사진, 영화 등 다양한 매체를 다양한 매체를 넘나 들며 시간성과 존재에 대한 근본적 질문을 담고 있는, 철학적 이면서도 감각적 탐구가 결합된 독창적인 시각 언어를  탐구하는 대한민국 서울  출생의 현대 미술가이다.  
그는 블랙 모노크롬 회화를 통해 추상과 구조, 실존의 경계를 탐색한다. 선과 구조, 표면의 긴장을 통해 구축과 해체가 교차하는 조형 언어를 만들고 구조의 맥락 속에서 시간, 공간, 존재에 대한 철학적 사유를 공간적이고 구조적인 회화 형식으로 풀어내고, 시간성과 존재성에 대한 철학적 사유를 결합하여 현대성과 인간 경험의 교차점을 탐구한다. 또한, 전통적 매체의 물성과 현대적 감성의 경계를 해체하고, 사라지는 순간과 기억의 층위를 시각적 언어로 재구성하며, 시간과 공간의 흐름 속에서 개인성과 보편성의 교차를 성찰하고, 존재와 기억의 지층을 새로운 시각적 맥락으로 풀어내고자 한다. 
서울 연세대학교에서 법학과를 졸업 후, 미국으로 건너가 시카고 예술대학교 (School of the Art Institute of Chicago) 에서 순수 미술 (Fine Arts) 학사(BFA), 뉴욕 스쿨 오브 비주얼 아츠 (School of Visual Arts)에서 순수미술 (Fine Arts) 석사(MFA) 학위를 받았다. 
뉴욕과 서울을 기반으로 작업하며 블랙을 단순한 미감이 아닌 사유의 도구로 전환시키고 보기 드문 밀도 높은 조형성과 개념성을 동시에 보여주며 하이데거와 들뢰즈 등 철학적 사유를 바탕으로 존재의 근원을 시각적으로 풀어낸 블랙 모노크롬이라는 전통적 회화 문법을 물성과 철학, 시간성과 존재론으로 확장하며 단색화의 동시대적 가능성을 재정의 하며 작업하고 있다. 그는 뉴욕, 서울에서 개인전 및 그룹전에 참여하며 국제적인 활동을 이어왔고, LA Art Show, PLAS, 울산국제아트페어 등 주요 아트페어에서도 작품을 선보여왔다. 더불어 엘에이 국제 필름 어워드, 맨하탄 국제 영화제, 시카고 국제 단편 영화제, 베를린 국제 인디 영화제 뉴욕 한인 영화제 (KAFFNY),피렌체 필름 코르티 영화제 등에서 작품상, 각본상 등을 수상하는 등 세계 각지에서 다수의 국제 영화제에 공식 초청 및 수상자로 선정 되며 영화 분야에서도 예술적 성취를 인정받았고, 철학적 사유를 바탕으로 다양한  매체를 넘나드는 확장된 조형 세계를 구축하고 있다.

## 평가
정재원은 회화 및 사진, 영화의 미학적 가능성을 탐구하고, 시적인 이미지와 철학적이고 성찰적인 스토리텔링을 결합한 작가만의 사유와 정서를 회화 및 설치미술, 사진, 영화 등의 다양한 매체를 사용하여 독창적인 방식으로 표현하는 작업들을 하고 있다. 그녀의 작품은 시적인 이미지와 철학적 성찰을 결합하여, 인간 존재와 자연, 시간 사이의 복잡한 상호작용을 탐구한다 각 작품은 철학적 사유와 내면의 감정을 시각적으로 풀어내는 독창적인 여정을 담고 있으며, 이를 통해 관객에게 깊은 사유를 이끌어낸다.
정재원 작가는 특히 단색 추상 회화를 통해 순간의 미학과 시공간의 연속성을 탐구하는 작품을 선보인다. 그녀의 작업은 주로 숯, 돌, 나무와 같은 자연적 재료를 사용하며, 이러한 물질들이 지닌 고유의 물리성과 시간성을 시각적으로 드러내고 있다. 이러한 자연 재료와 인공적 기법의 결합을 통해 작가는 물질의 본질에 대한 질문을 던지며, 시간과 공간 속에 존재하는 인간의 본질을 성찰한다. 그녀의 작품들은 하이데거와 들뢰즈 같은 철학자들의 사유와 맞닿아 있으며, 정재원은 작품 속에 철학적 스토리텔링을 자연스럽게 녹여내어 관객에게 인간과 자연, 물질과 비물질에 대한 사색을 유도한다. 그녀의 작품 속에서 시적이면서도 철학적인 내러티브는 관객들로 하여금 몰입감을 느끼게 하며, 현대 예술에서 시공간과 존재의 문제를 새롭게 조명한다.
작가의 블랙 모노크롬 작업은 현대 미술계에서 독창적이며 고유한 위치를 차지할 잠재력이 있다. 단순한 색채 탐구를 넘어, 물질성, 시간성, 철학적 사유, 시적 서사, 그리고 공간적 경험을 하나로 융합하는 심도 깊은 예술적 접근을 보여 주고 있다. 검정이라는 단일한 색을 통해 다층적 경험을 창출 하며, 재료 그 자체가 지닌 본질을 깊이 탐구하여 관객에게 시각적, 촉각적, 심리적 감각을 동시에 전달하는 능력을 가지고 있으며, 이는 단순한 형식 실험을 넘어 인간 존재와 환경의 복잡한 관계를 사유하는 데 초점을 맞추고 있다.
작가의 강점은 자연 재료를 단순한 매체로 사용하지 않고, 각 재료가 지닌 물성에 대한 철저한 탐구를 통해 철학적 내러티브를 구축한다는 점에서 다른 아티스트들과 차별화 된다. 작가는 이를 검정의 깊이 속에서 새로운 형태와 의미로 승화 시킨다. 이로 인해, 그녀의 작업은 단일한 색채를 통해 복합적인 감각적 경험을 창출 하며, 관객이 그 안에서 자신만의 서사를 만들도록 유도한다. 이러한 접근은 관객에게 감각적 자극을 주고, 철학적 사유를 끌어내는 동시에, 시적 상상력을 자극하는 차별화 된 예술적 방식으로 현대 미술의 경계를 넓히는 역할을 한다.
또한, 정재원의 작업은 공간성을 효과적으로 활용하여 검정이라는 색을 하나의 건축적 구조로 전환하는 데 있어 탁월하다. 그녀의 설치 작품은 검정의 무게감과 깊이를 통해 도시와 자연, 인공과 자연의 경계를 탐구하며, 관객이 그 안에서 새로운 공간적 감각을 체험하게 한다. 이는 단순히 회화나 조각을 넘어선 공간적 재구성을 가능하게 하며, 관객이 작품과 물리적, 감각적으로 상호작용할 수 있는 환경을 제공한다. 이러한 공간적 접근은 다른 미술가들과 차별화되는 강점이다.
정재원 작가의 작업은 모노크롬 회화의 미학적·개념적 깊이를 확장 시키며, 동시대 미술 속에서 이 장르가 어떻게 진화할 수 있는지를 강렬하게 제시한다. 
그녀의 작업은 물성과 모노크롬, 공간 인식, 철학적 성찰을 자연스럽게 결합하여 감각적이면서도 사유적인 경험을 관객에게 제공한다. 
그녀의 회화 속 검정은 전통적인 모노크롬의 틀을 넘어선다. 정 작가는 검정을 단순한 색이 아니라, 시간, 물질, 존재, 부재를 포괄하는 매체로 접근한다. 이러한 개념적 전환은 그녀의 작업에 즉각적인 존재감을 부여하며, 시각적 쾌락을 넘어서 지적인 사유의 장을 연다. 강렬한 물성과 공간에 대한 민감성은 몰입감을 불러일으키고, 관객을 미묘한 인식의 영역으로 초대한다. 
숯, 모래, 돌과 같은 자연 재료는 화면 위에 질감 있는 흔적과 층을 남기며, 단색의 검정 안에서 풍부한 감각적 경험을 창출한다. 
이 재료들은 그녀의 구성 속에서 촉각적·시간적인 특성을 증폭시키며, 검정이라는 색을 감정적이고 철학적인 공명으로 확장시킨다.
정재원 작가의 철학적 깊이와 시적 감수성은 그녀의 작업의 중심이다. 하이데거와 들뢰즈의 철학적 사유를 시각화한 그녀의 작업은 존재론적 질문과 시간의 흐름을 시각적으로 풀어낸다. 그녀는 공간, 색, 물질을 독창적인 시선으로 재해석하며, 전통적인 모노크롬의 경계를 넘어 새로운 사고와 시각의 가능성을 제시한다. 이러한 감각적이며 철학적인 풍요로움은 그녀의 작업이 지속적으로 비평적 주목을 받는 이유다.
정 작가의 성취는 모노크롬 전통에 대한 재정의이자 확장으로 평가받는다. 정 작가는 검정을 단순한 미니멀리즘 미학으로 환원시키는 대신, 시간성, 물질적 존재, 공간적 관계, 철학적 탐구를 위한 매개로 끌어올린다. 형식적인 우아함을 유지하면서도 복합적인 의미 층을 탐색하는 그녀의 역량은 현대 모노크롬 회화에 결정적인 기여로 간주된다. 모노크롬을 평면에 국한하지 않고, 건축적으로 공간을 재구성하는 방식으로 확장한다. 이러한 공간 구성은 고정된 시각 체계를 흔들며, 회화와 설치가 통합된 예술 언어로 작동할 수 있음을 보여 준다. 그녀의 작업은 명확한 서사를 제시하기보다는 관객이 자신의 경험과 감정을 투사할 수 있는 여백을 제공한다. 그렇게 하여, 작가는 각자에게 열려 있는 사유의 공간을 제시하며 작업을 하나의 철학적 장으로 확장시킨다.

## 단편 영화Shadow
정재원은 영화 감독, 시나리오 작가로서도 자신의 예술적 감각을 확장하였다. 단편 영화 Shadow의 영화 감독 및 시나리오 작가로서 여러 국제 영화제에서 수상 했으며, 영화라는 매체를 통해 자신의 예술적 감수성과 철학적이고 시적이며 연극적인 스토리텔링을 새로운 방식으로 풀어냈다. 정재원의 단편 영화 Shadow는 인간 존재와 내면의 불확실성을 탐구하는 독창적인 작품이다. 그녀의 예술적 시각이 영상 언어로 확장 된 Shadow는 시각적 아름다움과 철학적 깊이를 결합하여 관객에게 강렬한 몰입 경험을 선사하였다. 그녀의 작품은 정적인 화면과 세밀한 장면 구성을 통해 감각적으로 접근 하면서도, 이야기 전개 속에서 인간 내면의 심리적 갈등과 존재의 의미를 섬세하게 다룬다.
영화 Shadow는 주인공 선우 (박세인)의 삶과 죽음에 대한 독백을 통해 존재의 의미를 탐구한다. 선우는 동시에 존재하고 싶어하면서도 사라지고 싶어하는 인간의 이중적인 본성을 상징하며, 영화 속에서 빛과 그림자의 공존으로 표현된다. 그림자와 빛의 의존성을 메타포로 사용하여, 영화는 인간의 삶이 얼마나 유한한지를 보여 준다. 영화 Shadow는 주인공 선우의 삶과 죽음에 대한 독백을 통해 존재의 의미를 탐구한다. 선우는 동시에 존재하고 싶어하면서도 사라지고 싶어하는 인간의 이중적인 본성을 상징하며, 영화 속에서 빛과 그림자의 공존으로 표현된다. 그림자와 빛의 의존성을 메타포로 사용하여, 영화는 인간의 삶이 얼마나 유한한지를 보여 준다.
미스테리하고 몽환적인 분위기 속에서 인간의 내면 깊숙이 자리한 불안과 소멸의 문제를 다루고 있는 Shadow는 관객에게 이야기를 전달하는 방식에서 서사를 단순히 설명하는 대신 감각적으로 체험하도록 이끌어, 영화 속 이미지와 상징들이 철학적 사유를 불러일으킨다. 또한, 그림자라는 소재를 통해 빛과 어둠, 존재와 부재의 상반된 개념을 시적으로 표현한다. 이러한 접근은 관객이 영화 속 상징과 은유에 스스로 몰입하게 하며, Shadow가 단순한 서사적 영화가 아닌 시적이고 철학적인 영상 작업으로 자리 잡게 한다. 정재원 작가는 이러한 다방면의 예술적 활동을 통해 현대 예술의 경계를 확장하고 있으며, 그녀가 탐구하는 인간 존재와 시공간의 관계, 물질의 본질에 대한 질문들은 작품 속에서 끊임없이 재해석되고 있다.

## 학력
- 연세대학교 법과대학 법학과 학사
- 시카고 예술대학교 순수 미술 (회화, 조소 전공) 학사 (BFA)
- 스쿨 오브 비주얼 아츠 대학원 순수 미술 (회화, 조소 전공) 석사 (MFA)